# Корну (Долж)
Корну (рум. Cornu) — село у повіті Долж в Румунії. Входить до складу комуни Ородел.
Село розташоване на відстані 225 км на захід від Бухареста, 43 км на захід від Крайови.

## Населення
За даними перепису населення 2002 року у селі проживали 712 осіб, з них 709 осіб (99,6%) румунів. Усі жителі села рідною мовою назвали румунську.